# 롤라 인디고
롤라 인디고(Lola Índigo, 1992년 4월 1일 ~ )는 스페인의 싱어송라이터, 댄서이다.

## 음반 목록
- Akelarre (2019)